# Jörg Merkel
Jörg Merkel (* 24. Juni 1968) ist ein ehemaliger deutscher Fußballspieler.

## Karriere
Der Mittelfeldspieler Jörg Merkel gehörte in der Saison 1988/89 zum Aufgebot des gerade aus der Bundesliga abgestiegenen Zweitligisten FC Homburg. Er kam lediglich zu einem Einsatz als Profi, als ihn Trainer Slobodan Čendić am 1. Mai 1989 im 32. Saisonspiel der Saarländer beim SC Freiburg sechs Minuten vor dem Abpfiff für Lars Ellmerich einwechselte. Am Spielstand änderte sich nichts mehr, die Freiburger mit Joachim Löw in ihren Reihen setzten sich mit 1:0 durch. Für Trainer Čendić war es das letzte Spiel: Er wurde durch Geschäftsführer Gerd Schwickert ersetzt, der mit der Mannschaft die Rückkehr in die Erstklassigkeit perfekt machte.
Merkel zählte dort allerdings nicht mehr zum Kader. Er wechselte ins Amateurlager und spielte danach in der Oberliga Südwest noch für Eintracht Trier sowie den FSV Saarwellingen. In den Spielzeiten 1990/91 und 1991/92 trat er mit Trier im DFB-Pokal an und wirkte bei den beiden Niederlagen gegen die Bundesligisten VfB Stuttgart (0:1) und Bayer 04 Leverkusen (0:2) mit, durch die seine Mannschaft jeweils früh aus dem Wettbewerb ausschied.

### Statistik
| Liga             | Spiele (Tore) |
| ---------------- | ------------- |
| 2. Bundesliga    | 1 (0)         |
| Oberliga Südwest | 33 (13)       |
| Wettbewerb       |               |
| DFB-Pokal        | 02 (0)        |